# Little Eagle
Little Eagle é uma Região censo-designada localizada no estado norte-americano de Dakota do Sul, no Condado de Corson.

## Demografia
Segundo o censo norte-americano de 2000, a sua população era de 370 habitantes.

## Geografia
De acordo com o United States Census Bureau tem uma área de
3,7 km², dos quais 3,6 km² cobertos por terra e 0,1 km² cobertos por água. Little Eagle localiza-se a aproximadamente 503 m acima do nível do mar.

## Localidades na vizinhança
O diagrama seguinte representa as localidades num raio de 36 km ao redor de Little Eagle.